# Cuajada con melao
La cuajada con melao o miel con cuajada es un postre colombiano que se hace sirviendo cuajada, que es un tipo de queso cremoso de leche de vaca, en porciones bañadas con un líquido acaramelado hecho con panela derretida en agua, llamado "melao" o "melado".